# Wilhelmine Schirmer-Pröscher

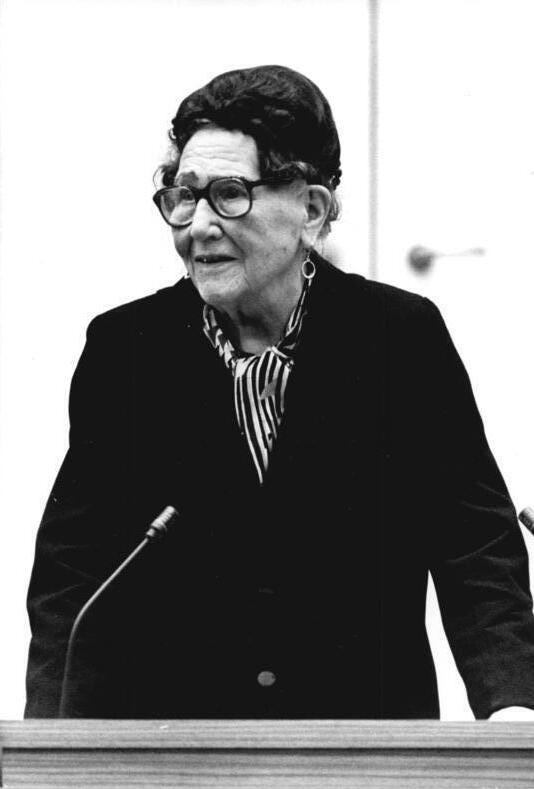
Wilhelmine Schirmer-Pröscher, 1986

Wilhelmine Schirmer-Pröscher (* 9. Juli 1889 in Gießen; † 2. März 1992 in Berlin) war eine deutsche Politikerin der Blockpartei Liberal-Demokratische Partei Deutschlands (LDPD) und von 1971 bis 1990 Alterspräsidentin der Volkskammer. Als sie aus dem Parlament ausschied, war sie 100 Jahre und 9 Monate alt.

## Leben
Schirmer-Pröscher, geborene Köser, lernte 1905 bis 1907 in Wiesbaden Drogistin, besuchte bis 1909 Lehrerinnenseminare in Darmstadt und Eisleben und arbeitete bis 1912 als Hauslehrerin in Frankfurt/Main. Nach ihrer Heirat 1912 lebte sie mit Ehemann und Sohn in Bautzen als Hausfrau. Hier schloss sie sich 1919 der Deutschen Demokratischen Partei (DDP) an und unterstützte Wilhelm Külz im Wahlkampf zur Weimarer Nationalversammlung. 1919 zog sie sich aus familiären Gründen aus der politischen Arbeit zurück und lebte in Berlin-Mariendorf. Nach dem Tode ihres Ehemannes führte sie von 1931 bis 1945 die Hubertus Drogerie in Mariendorf in der Chausseestraße 293 (heute Mariendorfer Damm 73, das Haus existiert nicht mehr).
Nach Ende des Zweiten Weltkriegs gehörte sie zu den Mitbegründern der LDPD und war bis 1989 ununterbrochen in den Führungsgremien der Partei vertreten. 1948 bis 1959 arbeitete sie als Stadträtin für Gesundheitswesen in Ost-Berlin und schied danach aus dem Berufsleben aus. Schirmer-Pröscher war von 1949 bis 1990 Abgeordnete der Volkskammer und gehörte der Fraktion der LDPD an. Von 1954 bis 1963 fungierte sie als eine der Stellvertreterinnen des Präsidenten der Volkskammer. Ab 1971 war sie deren Alterspräsidentin. Von 1948 bis 1989 gehörte sie dem DFD-Bundesvorstand an und war eine der ehrenamtlichen stellvertretenden DFD-Vorsitzenden. Ihre Bedeutung für den DFD wurde in der Dissertation von Grit Bühler im Zusammenhang mit den anderen Protagonistinnen herausgearbeitet. Anlässlich ihres 100. Geburtstages verlieh ihr der Ost-Berliner Magistrat die Ehrenbürgerwürde von Berlin.
Schirmer-Pröscher schloss sich im Vorfeld der Volkskammerwahl 1990 dem Wahlbündnis Bund Freier Demokraten an, das im August 1990 in der FDP aufging.
Sie starb im März 1992 mit 102 Jahren. Bei der Zusammenführung der Ehrenbürgerlisten von Ost- und West-Berlin erkannte ihr der Senat von Berlin am 29. September 1992 die Ehrenbürgerwürde ab.

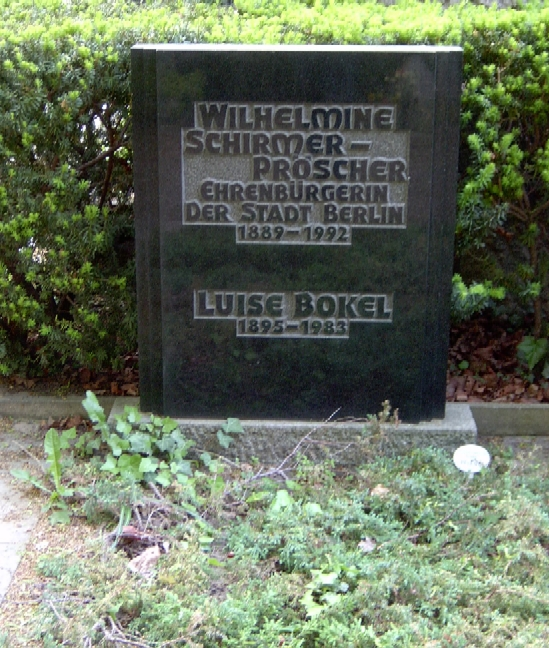
Grab auf dem Dorotheenstädtischen Friedhof in Berlin.

## Auszeichnungen
- Deutsche Friedensmedaille, 1955
- Stern der Völkerfreundschaft, 1974[3]
- Karl-Marx-Orden, 1984[4]